# Сан-Хорхе (Никарагуа)
Са́н-Хо́рхе (исп. San Jorge) — муниципалитет и город в департаменте Ривас в Республике Никарагуа.

## География
На севере муниципалитет ограничен Буэнос-Айресом, на юге и западе — Ривасом, а на востоке озером Кочиболка.  Муниципальный центр расположен в 115 километрах от столицы Никарагуа Манагуа.
Отличительной чертой муниципалитета является отсутствие гор и в целом относительно большое количество равнин и полей.
Среднегодовое количество осадков колеблется от 1400 до 1500 мм, характеризуется плавным распределением их количества в течение года, температура колеблется от 26 до 27 °C, что вместе с географическим положением определяет климат как тропическая саванна.
Естественная растительность встречается на берегах рек, очень скудная и деградированая, среди существующих пород деревьев есть: хелекема, черный боярышник, чиламат, почоте.

## История
Сан-Хорхе — муниципалитет, имеющий большое историческое и культурное значение, поскольку долгое время именно там располагалась резиденция Макуилмикистли. История фиксирует несколько версий происхождения названия муниципалитета. Вероятно, с 1550 по 1560 год францисканский миссионер Фрай Педро де Бетансос прибыл в регион Ривас и основал на окраине монастырь, названный в честь Святого Георгия (Святого Хорхе).
В муниципалитете располагается крепость Крус-де-Эспанья, ставшая свидетелем пакта или соглашения между испанским завоевателем Хилем Гонсалесом Давилой и вождем местный племен Никарао. Результатом пакта стало крещение в католическтве более более тысячи индейцев.
Американский авантюрист и президент Никарагуа Уильям Уокер разместил свою штаб-квартиру в местной деревне во время войны 1856 года, и в этом же месте он подписал свою безоговорочную капитуляцию перед армиями Центральной Америки в мае 1857 года, окончив одну из главных войн Центральной Америки.
В 1852 году ему был присвоен статус провинциального города, а в 1931 году – статус муниципального города.

## Демография
В Сан-Хорхе в настоящее время проживает 9142 человека. Из общей численности населения 48,3% составляют мужчины и 51,7% — женщины. Почти 81,2% населения проживает в городах.